# Municipio de Ucú

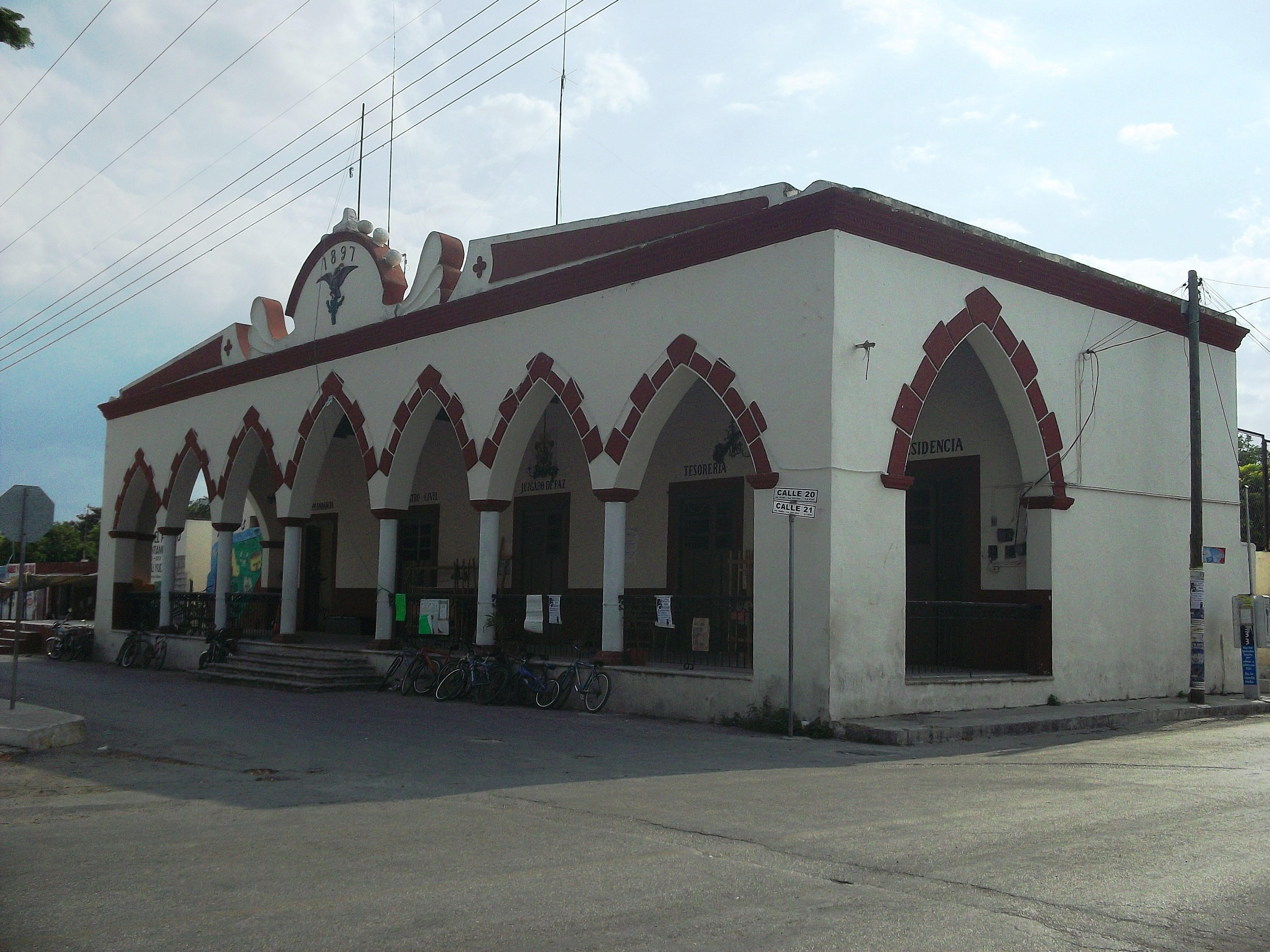
Palacio municipal de Ucú, Yucatán.

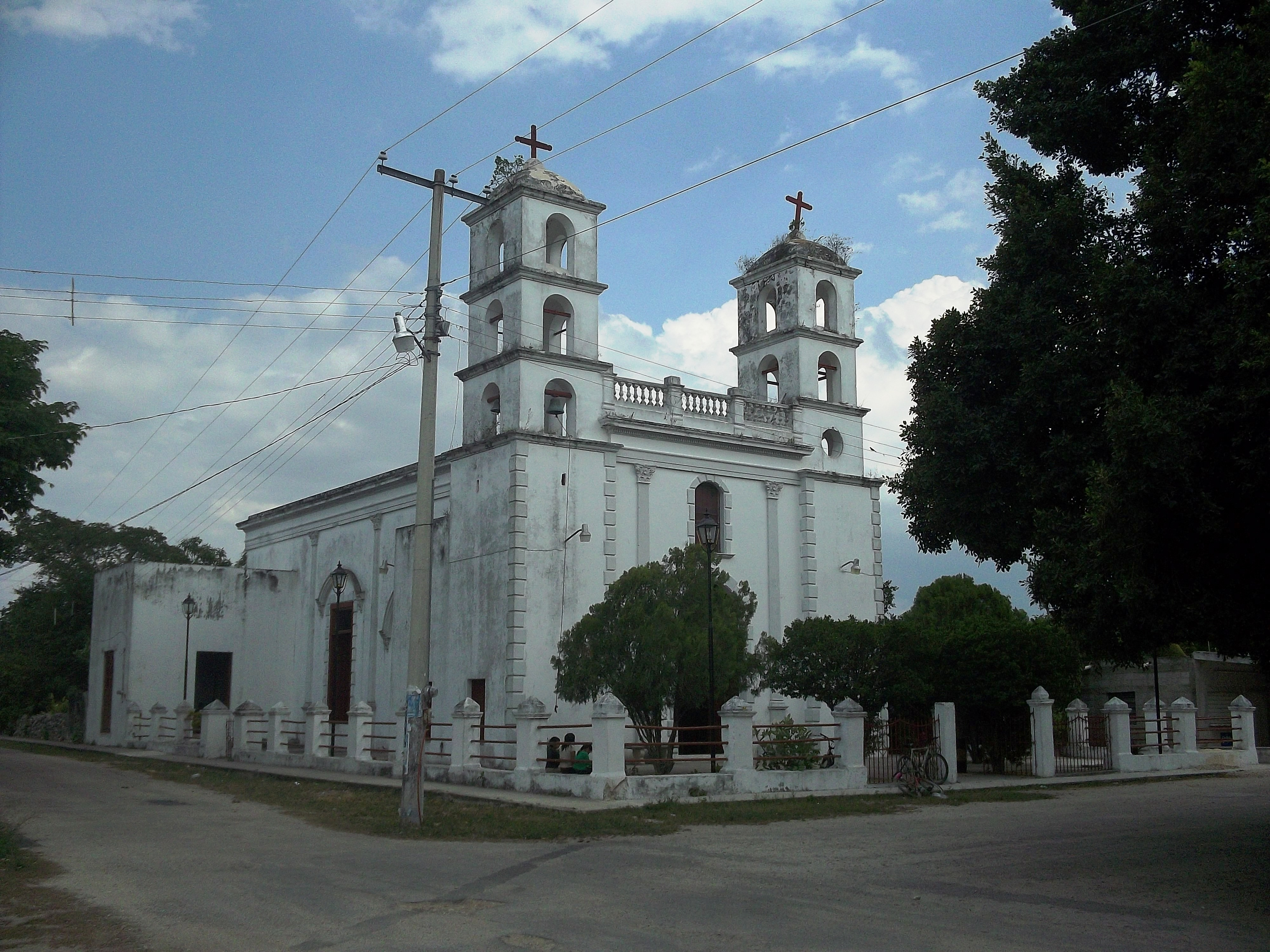
Hacienda Yaxché de Peón, Yucatán.

Ucú es uno de los 106 municipios que constituyen el estado mexicano de Yucatán. Se encuentra localizado al norte del estado. Cuenta con una extensión territorial de 192,89 km². Según el II Conteo de Población y Vivienda de 2005, el municipio tiene 3.057 habitantes, de los cuales 1.556 son hombres y 1.501 son mujeres. 

## Toponimia
Su nombre se interpreta como "Lugar de las 7 lunas", por derivarse de las voces mayas u'uk, siete y uj, luna.
También se interpreta como “paloma torcaza (o silvestre)” que igual proviene del maya úukum y se encuentra en el escudo oficial del municipio.

## Descripción geográfica

### Ubicación
Ucú se localiza al norte del estado entre las coordenadas geográficas 20° 58' y 21° 10' de latitud norte, y 89° 44' y 89° 51' de longitud oeste; a una altitud promedio de 7 metros sobre el nivel del mar.
Ucú colinda con los municipios de: al norte Progreso, al sur con Umán, al este con Mérida y al oeste con Hunucmá.

### Orografía e hidrografía
En general posee una orografía plana, clasificada como llanura de barrera; sus suelos son generalmente rocosos o cementados. El municipio pertenece a la región hidrológica Yucatán Norte. Sus recursos hidrológicos son proporcionados principalmente por corrientes subterráneas; las cuales son muy comunes en el estado.

### Clima
Su principal clima es el cálido semiseco; con lluvias en verano y sin cambio térmico invernal bien definido. La temperatura media anual es de 26.3°C, la máxima se registra en el mes de mayo y la mínima se registra en enero. El régimen de lluvias se registra entre los meses de mayo y julio, contando con una precipitación media de 65 milímetros.

## Cultura

### Fiestas
Fiestas civiles
- Aniversario de la Independencia de México: 16 de septiembre.
- Aniversario de la Revolución mexicana: El 20 de noviembre.

Fiestas religiosas
- Semana Santa: Jueves y Viernes Santo.
- Día de la Santa Cruz: 3 de mayo.
- Fiesta en honor de la Virgen de Guadalupe: 12 de diciembre.
- Día de Muertos: 2 de noviembre.
- Fiesta en honor de la Natividad de la Virgen María: 8 de septiembre.

## Gobierno
Su forma de gobierno es democrática y depende del gobierno estatal y federal; se realizan elecciones cada 3 años, en donde se elige al presidente municipal y su gabinete.
El municipio cuenta con 14 localidades, las cuales dependen directamente de la cabecera del municipio, las más importantes son:  Ucú (cabecera municipal) y Yaxché de Peón.